# Szarafchane
Szarafchane (perski: شرفخانه) – miasto w Iranie, w ostanie Azerbejdżan Wschodni. W 2006 roku miasto liczyło 3872 mieszkańców w 1132 rodzinach.